# Diego Gutiérrez (cantautor cubano)
Diego Gutiérrez Abreu (Ciego de Ávila, 25 de septiembre de 1974), popularmente conocido como Diego Gutiérrez, es un cantautor cubano. En 2018 fue nominado al Premio Grammy Latino por su álbum Palante el Mambo! en la categoría «Mejor álbum de fusión tropical».

## Carrera
En 1997 fundó, junto a otros trovadores en Santa Clara, el colectivo La Trovuntivitis, con sede en el centro cultural El Mejunje. Ese mismo año participó en la creación del festival nacional de trovadores Longina.
Ha participado como músico invitado en el Festival Mundial de la Juventud y los Estudiantes en Argel (2001) y Caracas (2005). En 2006 publicó su primer álbum de estudio, De cero, que obtuvo tres nominaciones y dos premios Cubadisco. En 2009 fue invitado por el festival Barnasants en Barcelona, y ofreció presentaciones en Sevilla, Valencia y Madrid.
Su segundo álbum, Palante el Mambo! (2018), recibió un premio Cubadisco y una nominación al Grammy Latino.
En 2019 lanzó Piloto automático, su tercer álbum de estudio. En 2021 publicó Viaje al Centro de la Tierra, un proyecto basado en textos de poetas de la provincia de Villa Clara, grabado en PM Records Studios. En febrero de 2025 presentó el álbum Primeros auxilios.
Ha compartido escenario con cantautores cubanos como Carlos Varela, David Torrens y Santiago Feliú, y ha participado en conciertos organizados por Manu Chao durante una gira por Cuba.

## Discografía

### Álbumes de estudio
- De cero (2006)
- Palante el Mambo! (2018)
- Piloto automático (2019)
- Viaje al Centro de la Tierra (2021)
- Primeros auxilios (2025)

### Álbumes en vivo
- Demasiado Diego (2008)[11]

### Recopilaciones y antologías
- Trov@nónima.cu (2001)
- Acabo de soñar (2003)[12]
- A guitarra limpia. Antología 4 (2005)
- Te doy una canción Vol.1 (2007)[13]
- Décimas del gato Simón (2007)
- Del verso a la canción (2009)
- La Trovuntivitis (2018)[14]
- La Nueva Trova y más. 50 años, Vol.9 (2022)[15]

## Premios y nominaciones
| Año  | Premio              | Categoría                                                            | Obra                         | Resultado   |
| ---- | ------------------- | -------------------------------------------------------------------- | ---------------------------- | ----------- |
| 2007 | Cubadisco           | Ópera prima; Trova‑pop‑rock; Videoclip                               | De cero                      | Ganador (2) |
| 2008 | Cubadisco           | Trova                                                                | Demasiado Diego              | Nominado    |
| 2009 | Cubadisco           | Notas de álbum; Trova                                                | Del verso a la canción       | Ganador     |
| 2015 | Lucas Awards        | Trova, efectos visuales, dirección artística, ópera prima, animación | El cinematógrafo (videoclip) | Ganador     |
| 2018 | Latin Grammy Awards | Tropical Fusion                                                      | Palante el Mambo!            | Nominado    |
| 2018 | Cubadisco           | Fusión                                                               | Palante el Mambo!            | Ganador     |
| 2021 | Cubadisco           | Trova‑pop‑rock                                                       | Piloto automático            | Nominado    |